# Manukau
Manukau sau Manukau în Limba maori, este un oraș pe insula de nord (North Island) din Noua Zeelandă. Acest oraș are 683 km2 și o populație , în 2006, de 328.968 locuitori. Formă parte de la Zona metropolitnă din Auckland.
1. ↑   https://kura.aucklandlibraries.govt.nz/digital/collection/manukau/id/7887/ Lipsește sau este vid: |title= (ajutor)